# The Blessings of a Skinned Knee
The Blessings of a Skinned Knee: Using Jewish Teachings to Raise Self-Reliant Children (deutsch etwa: „Vom Segen eines aufgeschürften Knies: Jüdische Lehren nutzen, um Kinder zur Selbstständigkeit zu erziehen“) ist ein 2001 in den Vereinigten Staaten erschienenes Buch der Psychologin und Familientherapeutin Wendy Mogel. Mogel beschreibt und analysiert darin alltägliche Erziehungsprobleme wie Verwöhnung, Materialismus, Essstörungen, Selbstbezogenheit und emotionale Instabilität, von denen besonders wohlbehütete Mittelschichtkinder betroffen sind, und propagiert als Gegenentwurf eine profunde Charaktererziehung.
Große Beachtung erlangte das Buch, weil Mogel damit als dezidierte Kritikerin eines Erziehungsstils in Erscheinung trat, der im englischen Sprachraum als „Overparenting“ bezeichnet wird; Eltern, die ihn praktizieren, werden populärsprachlich „Helikopter-Eltern“ genannt. Bei diesem Erziehungsstil, der in der amerikanischen Mittelschicht weit verbreitet ist, nehmen die Eltern ihre Erziehungsverantwortung exzessiv wahr, aber auf den falschen Gebieten, sodass soziale, emotionale und ethische Kapazitäten des Kindes unterentwickelt bleiben. Mogel schrieb dabei nicht nur aus der Sicht einer Familientherapeutin, sondern auch als Kennerin traditioneller jüdischer Lehren, wobei nicht-jüdische Leser sich von ihren Einsichten ebenso angesprochen gefühlt haben wie jüdische.

## Inhalt
Mogel schrieb das Buch, nachdem sie als Kinder- und Familientherapeutin im wohlhabenden Hollywood 15 Jahre lang immer wieder mit Erziehungsproblemen in Berührung gekommen war, die in der oberen Mittelschicht weit verbreitet sind und hohen Leidensdruck erzeugen: die betroffenen Kinder wachsen unter privilegierten Bedingungen auf und werden sehr sorgfältig erzogen, erscheinen aber nicht glücklich, sondern leiden an vielfältigen Ängsten und Antriebshemmungen, verwickeln ihre Eltern in chronische und zermürbende Auseinandersetzungen (z. B. über Hausaufgaben oder das Essen) und verlangen ständig neue Güter oder Dienstleistungen. Die Eltern, mit denen Mogel es in ihrer Praxis zu tun hat, sind liebevoll, sensibel, gebildet und hochgradig engagiert, beschränken sich in ihrer Erziehungsarbeit aber auf ein Mikromanagement ausgerechnet der flüchtigsten und veränderlichsten Dimensionen der Kindespersönlichkeit ‒ besonders der wechselnden Stimmungen, der Schulnoten und der Popularität des Kindes in der Peergroup ‒, wobei sie als Lobbyisten ihres Kindes ständig intervenieren, etwa bei Schulleitern, Lehrern oder Eltern von Freunden des Kindes, und die Lösung von Verhaltensproblemen des Kindes an Schulen, Nachhilfelehrer und Psychotherapeuten delegieren.
Mogel kritisiert, dass Eltern, deren Aufmerksamkeit immerzu auf  dem momentanen Sich-gut-Fühlen ihres Kindes haftet, das große Ganze ihrer Erziehungsarbeit aus dem Blick verlieren. Da bei den betroffenen Kindern eher Charakterprobleme als eine Psychopathologie im klinischen Sinne vorliegen, schlägt sie keine Psychotherapie vor, sondern ein umfassendes Reframing, ein Refokussieren der elterlichen Wahrnehmung weg von den momentanen Zuständen des Kindes hin zu dem Persönlichkeitskapital, von dem es lebenslang wird zehren müssen. Erziehung bedeutet nicht, die Laune des Kindes zu managen, sondern die Entwicklung seines Verhaltens zu steuern. Als Kern ihres Erziehungskonzepts und als grundlegende erzieherische Desiderate, die Eltern verstärkt ins Auge fassen sollten, benennt sie jüdische Grundwerte und Charaktereigenschaften (Middot), nämlich die emotionale Stabilität des Kindes, seine Widerstandsfähigkeit, seine Selbständigkeit und seine Kapazität für ethisches Handeln: Respekt, Dankbarkeit, Mitleid und Pflichten gegenüber anderen Menschen. Die Tora, der Talmud und die interpretierenden Schriften bedeutender Rabbiner bilden eine reiche Ressource an Wissen über Erziehung, auf das Mogel in ihrem Buch laufend zurückgreift.
In den einzelnen Kapiteln des Buches werden die folgenden Themen behandelt:
- „Der Segen der Akzeptanz: Ihr einzigartiges und gewöhnliches Kind entdecken“ (über Optimierbarkeit vs. Individualität von Kindern)
- „Der Segen, zu jemandem aufschauen zu können: Vater und Mutter ehren“ (über Autorität und Respekt; siehe weiter unten)
- „Der Segen eines aufgeschürften Knies: Warum Gott nicht will, dass Sie Ihr Kind überbehüten“ (über Widerstandsfähigkeit und Selbständigkeit; siehe weiter unten)
- „Der Segen der Sehnsucht: Lehren Sie Ihr Kind Dankbarkeit“
- „Der Segen der Arbeit: In gewöhnlichen Haushaltspflichten die Heiligen Funken finden“ (über die Mithilfe von Kindern im Haushalt)
- „Der Segen der Nahrung: Mäßigung, Festlichkeit und Weihe an Ihren Tisch bringen“ (über Mahlzeiten und die Prävention von Essstörungen)
- „Der Segen der Selbstbeherrschung: Das Yetzer hara Ihres Kindes kanalisieren“ (über Disziplin und Selbstkontrolle; siehe weiter unten)
- „Der Segen der Zeit: Lehren Sie Ihr Kind den Wert des gegenwärtigen Augenblicks“
- „Der Segen von Glauben und Tradition: Ihre Angst vor dem G-Wort verlieren und Ihr Kind in die Spiritualität einführen“

### Erziehungskritik
Für das Unglück und die auffälligen Symptome der Kinder, die in ihre Praxis kommen, benennt Mogel zwei Hauptursachen:
- Eltern nehmen ihre Kinder außerordentlich wichtig (wichtiger z. B. als ihre Partnerschaft), idolisieren sie und geben sklavisch ihren Launen nach.[8] Auf die Würde des Kindes nehmen sie häufig mehr Rücksicht als auf ihre eigene.[9]  Das kann so anstrengend sein, dass sie die Freude daran verlieren, mit Kindern zusammenzuleben, was nach jüdischen Begriffen eine Sünde ist.[10]
- Dieselben Eltern verbinden mit ihren Kindern unerfüllbar hohe Erwartungen, konzipieren die Leistungen ihrer Kinder (in der Schule, im Sport usw.) als wichtiges Familienerzeugnis, überbuchen ihre Kinder mit extracurriculärem Unterricht und setzen sie in einer von Konkurrenz geprägten Welt unter erheblichen Druck, wodurch sie das Gefühl sowohl für die Besonderheit des Gegenwärtigen als auch für die Individualität der Kinder verlieren.[11]

### Autorität und Respekt

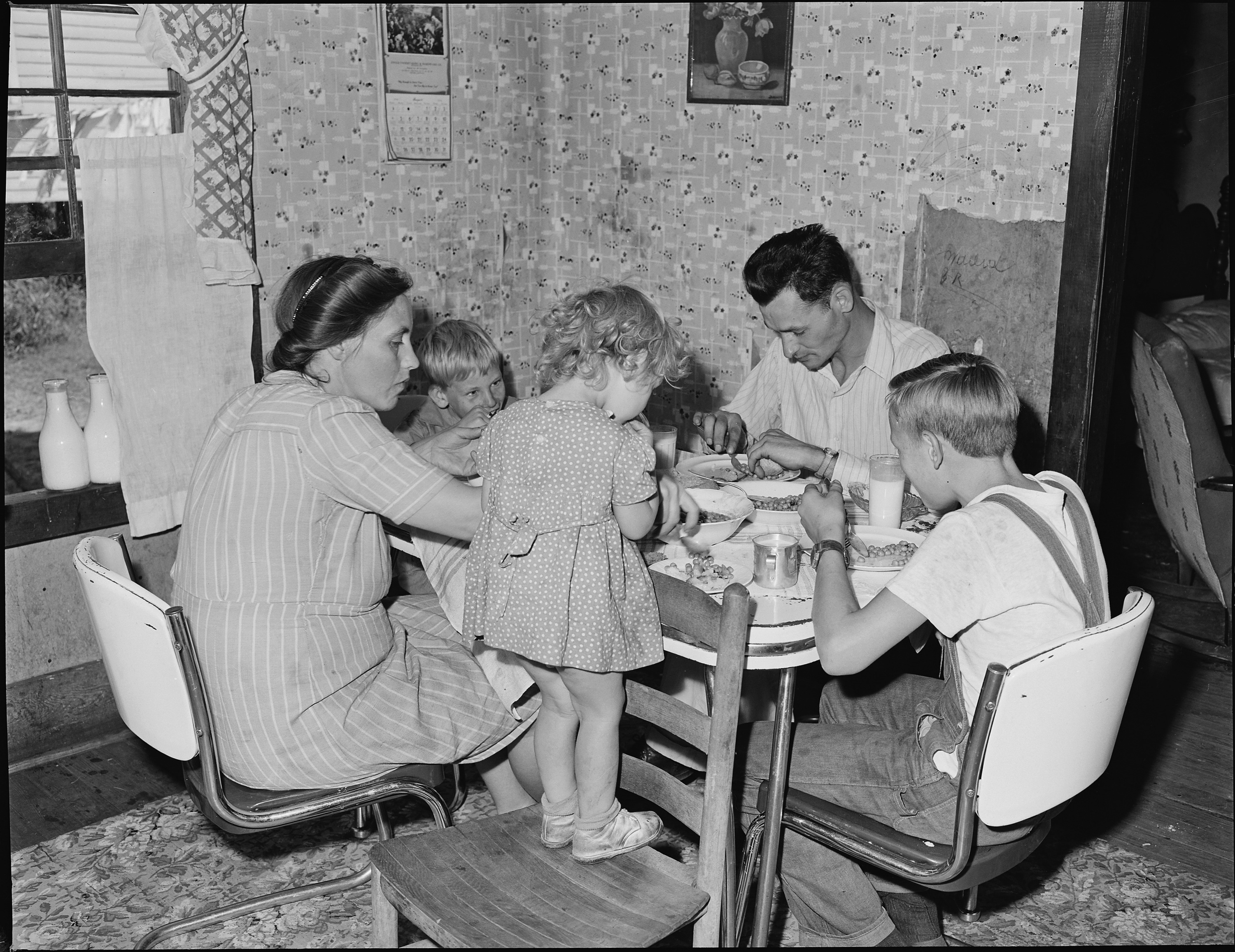
Wendy Mogel empfiehlt, bei Tisch eine feste Sitzordnung einzuhalten. Kinder beanspruchen nicht die Plätze ihrer Eltern.

Die emotionale Unsicherheit und Ängstlichkeit vieler Kinder, die in ihre Praxis kommen, erklärt Mogel damit, dass deren Eltern ihnen das Gefühl vermitteln, dass sie ‒ die Eltern ‒ nicht federführend sind. Eltern, die keine Autorität ausüben, können auch ihre Kinder nicht bevollmächtigen und mit Selbstwertgefühl ausstatten, und wenn sie ihre Kinder nicht zu Respekt anhalten, wird es schwierig für sie, den Kindern überhaupt irgendetwas beizubringen. Im Judentum ist die Forderung, dass Kinder ihren Eltern Respekt entgegenbringen, u. a. in den Zehn Geboten begründet. Kinder mit Respektproblemen unterbrechen z. B. ihre Eltern, wenn die telefonieren, widersprechen ihnen unter dem Vorwand der „Meinungsfreiheit“ laufend, auch in der Öffentlichkeit, sitzen bei Tisch auf dem Platz der Eltern oder ignorieren deren
Intimsphäre oder Eigentum. Respekterziehung besteht darin, dass Eltern derartige Überschreitungen unterbinden und Kindern gute Umgangsformen vermitteln. Sie erfolgt jedoch auch durch ein gutes Vorbild, d. h. indem Eltern ihren Kindern vorleben, wie sie den eigenen Eltern und Schwiegereltern mit Respekt begegnen. Da Autorität eine apriorische Bedingung der Erziehung ist, sollten Eltern der Versuchung widerstehen, Regeln vor ihren Kindern in jedem Fall zu begründen; in der jüdischen Theologie entsprechen solchen Regeln den Chokim, das sind Mitzwot wie z. B. die Speisegesetze, die befolgt werden müssen, obwohl ihr Sinn den Gläubigen nicht unmittelbar einsichtig sein mag.

### Widerstandsfähigkeit und Selbstständigkeit

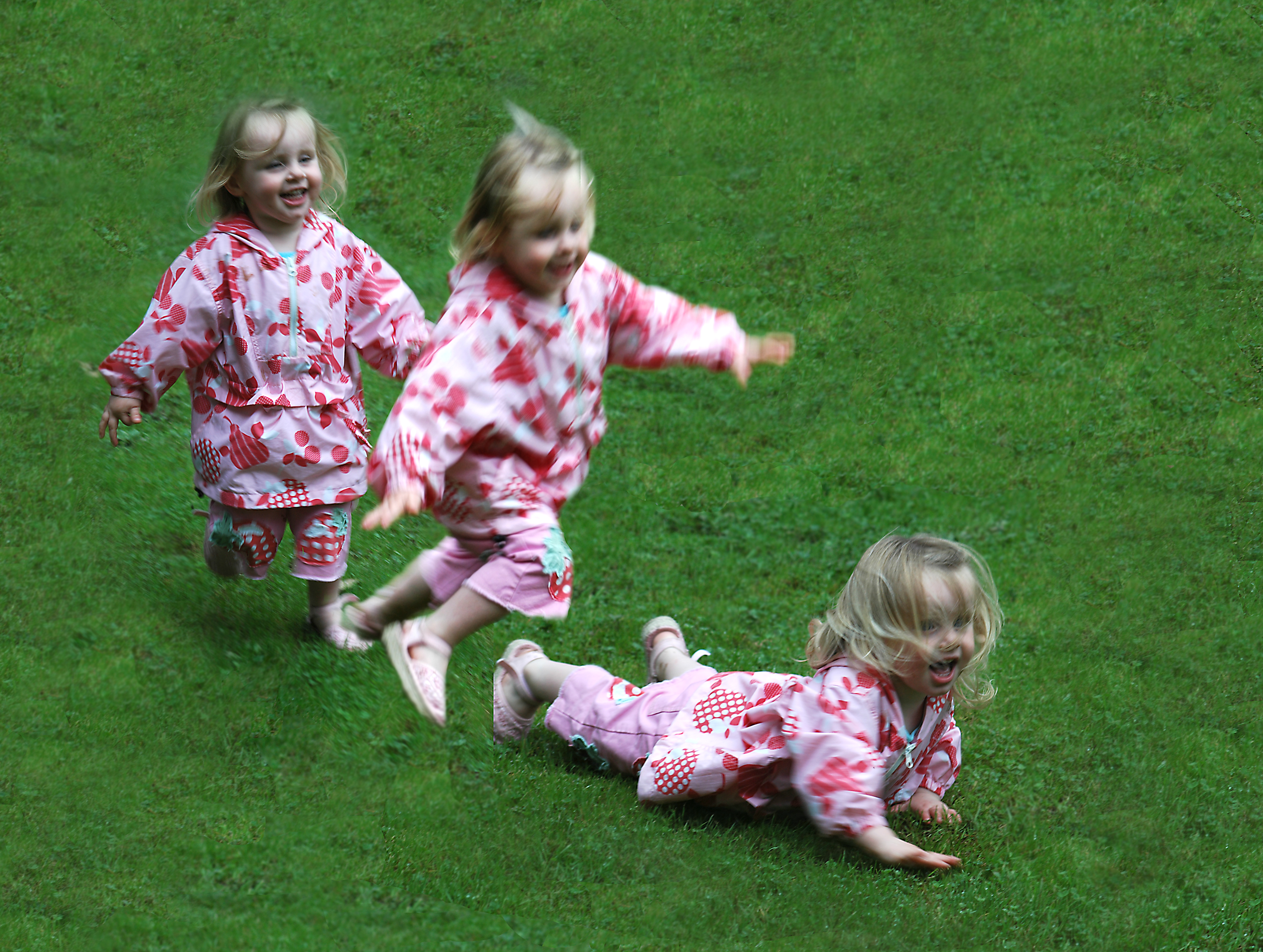
Stolperndes Kleinkind (Fotomontage)
Eltern sollten Kindern viel Gelegenheit lassen, Fehler zu machen und daraus zu lernen.

Mogel beobachtet bei den Kindern, die in ihre Praxis kommen, ein hohes Ängstlichkeitsniveau, das mit der Neigung ihrer Eltern korrespondiert, exzessiv beschützend jederzeit für ihr Kind einzuspringen, wobei sie laufend Probleme zu beheben versuchen, die das Kind eigentlich selbst lösen könnte, Fehler des Kindes ausbügeln, bevor das Kind daraus lernen kann,  und alles, was ihr Kind im mindesten beängstigen, betrüben oder enttäuschen könnte, von diesem fernzuhalten versuchen. Sie suggerieren dem Kind damit, dass jede Unannehmlichkeit, die ihm begegnet, eine Katastrophe sei, die spezielle Intervention erfordere. Das Kind wird dadurch unter dem falschen Eindruck gehalten, es könne erwarten, dass für seine Person sein ganzes Leben lang immer spezielle Regeln geschaffen würden.
Mogel ist davon überzeugt, dass Eltern besser beraten sind, viele der Unannehmlichkeiten, die ein Kind erleide, als Teil von Gottes Plan aufzufassen, mehr Vertrauen in Gott (Bitachon) zu wagen, ihre eventuell irrationalen Sorgen einer Realitätsprüfung zu unterziehen und das Kind lediglich vor solchen Situationen zu schützen, in denen es tatsächlich zu Schaden kommen kann. Kinder werden nur stark, wenn sie Schwierigkeiten zu überwinden haben und wenn sie das Wellenmuster von Gefühlen begreifen, die ganz natürlich kommen und gehen. Schwierige Situationen (z. B. ein störender Mitschüler oder ein Lehrer, den das Kind nicht mag) haben ein großes Potenzial für das soziale Lernen und die Konfliktlösungskompetenz des Kindes. Eltern müssen sich als gottähnlich allmächtige Einschreitende ‒ analog zum Tzimtzum der kabbalistischen Mystik ‒ aus dem Leben ihres Kindes nach und nach zurückziehen.

### Selbstkontrolle
Das Judentum konzipiert das Böse und die Sünde fundamental anders als das Christentum, von dem die Erziehung in der westlichen Welt jahrhundertelang geprägt war. Statt des Teufels und der Erbsünde kennt man dort nur die bösen Neigungen („Yetzer hara“), mit denen der Mensch von Natur aus ausgestattet ist. Das Yetzer hara ist keine dämonische Kraft, sondern lediglich eine ungezähmte üble Spielform der stärksten Antriebe des Menschen. Da der Mensch ohne Yetzer hara keine Leidenschaft, keinen Ehrgeiz, keine Neugier und keine Kreativität hätte, also nicht überleben könnte, geht es nicht darum, das Yetzer hara auszumerzen, sondern es durch Selbstkontrolle zu kanalisieren.
Auf die Pädagogik angewandt, bedeutet dies ein Reframing bei der Betrachtung kindlicher Verhaltensauffälligkeiten. In der schlimmsten Verhaltenstendenz eines Kindes liegt meist auch dessen größte Stärke verborgen; letztere freizulegen und dem Kind beizubringen, wie es die zerstörerischen Verhaltensanteile durch Selbstbeherrschung zurückdrängen kann, ist eine zentrale Aufgabe der Elternhauserziehung. Beispiele:
- Das Verhalten eines Kindes, das andere herumkommandiert, kann als Führungsqualität neu interpretiert werden (dieses Kind muss allerdings Taktgefühl und gute Umgangsformen erlernen).
- Ein Kind, das zu viel isst, ist ein lust- und genussfähiges Kind (es sollte, um seine natürlichen Tendenzen konstruktiv ausdrücken zu können, aber auch lernen, mit Aufmerksamkeit zu essen).
- Ein schüchternes Kind ist vorsichtig und bescheiden (es sollte aber auch Gelegenheit erhalten, zu erstrahlen und sich im Umgang mit Risiken erproben).[22]

Das Ungewöhnliche bei diesem Ansatz liegt darin, dass das individuelle Temperament des Kindes vollständig akzeptiert und trotzdem Disziplin gelehrt wird.

## Entstehung und Wirkung
Das Buch basiert auf zahlreichen Vorträgen, die Mogel in den vorausgegangenen Jahren gehalten hatte, und entstand auf Anregung der Literaturagentin Betsy Amster. Eine weitere Grundlage des Buches sind Informationen über die jüdische Tradition und Theologie, die Mogel während des Schreibens bei zahlreichen Rabbinern einholte. Das Buch erschien im November 2001 und errang bei einem kleinen Kreis von Lesern bald Kultstatus. In die Bestsellerliste der New York Times gelangte es jedoch erst im Herbst 2006. Die Aufnahme des Buches in der Öffentlichkeit war überwiegend positiv. Ruth Marcus kritisierte später allerdings, dass die Zurückhaltung, die Mogel Eltern empfiehlt (z. B. in der Versuchung, das Kind zu einer Verbesserung seiner Schulleistungen zu drängen), nur schwer von elterlicher Nachlässigkeit zu unterscheiden sei.
Für Eltern von Teenagern publizierte Mogel 2011 einen Fortsetzungsband The blessing of a B minus: using Jewish teachings to raise resilient teenagers.

## Ausgaben
Wendy Mogel: The Blessings of a Skinned Knee: Using Jewish Teachings to Raise Self-Reliant Children
- New York, London, Toronto, Sydney, Singapore: Scribner, 2001, ISBN 0-684-86297-2 (gebundene Ausgabe; [eingeschränkte Online-Version in der Google-Buchsuche-USA])
- Penguin Books, 2001, ISBN 0142196002 (Taschenbuchausgabe)
- Scribner/Simon and Schuster, 2001 (E-Book für Kindle und Nook)
- Blackstone Audio, 2007, ISBN 0786158425 (Audio-CD, ungekürzt)
- Scribner, 2008, ISBN 1416593063 (Taschenbuchausgabe, Nachdruck)

Eine deutsche Übersetzung des Buches liegt bisher nicht vor.